# عروسی (فیلم ۲۰۰۰)
عروسی (روسی: Свадьба) فیلمی است که در سال ۲۰۰۰ منتشر شد. از بازیگران آن می‌توان به آندری پانین، النا نویکوا-بلووا و ولادیمیر سالنیکوف اشاره کرد.